# Wessington (Dakota du Sud)
Pour les articles homonymes, voir Wessington.
Wessington est une municipalité américaine située dans les comtés de Beadle et de Hand, dans l'État du Dakota du Sud.
Une gare s'y implante en 1880 sous le nom d'Aqua. Elle adopte son nom actuel en 1882, en référence aux collines de Wessington (Wessington Hills).

## Démographie
| 1910 | 1920 | 1930 | 1940 | 1950 | 1960 |
| ---- | ---- | ---- | ---- | ---- | ---- |
| 576  | 728  | 681  | 516  | 467  | 378  |

| 1970 | 1980 | 1990 | 2000 | 2010 | - |
| ---- | ---- | ---- | ---- | ---- | - |
| 380  | 327  | 265  | 248  | 170  | - |

Selon le recensement de 2010, elle compte 170 habitants. La municipalité s'étend sur 0,38 milles carrés (0,98 km2). L'essentiel de la ville se trouve dans le comté de Beadle : 160 habitants et 0,34 milles carrés (0,88 km2).